# Richard Irwin Lynch
Richard Irwin Lynch (1850, St Germans , Cornualles - 7 de diciembre de 1924 ) fue un botánico inglés.
A los diecisiete ingresa a los Jardines Botánicos Reales de Kew (en 1867), donde su padre era entrenador. Y fue conservador de los jardines botánicos de Cambridge de 1879 a 1919.
Fue autor de Book of the Iris y de numerosos artículos sobre la obtención de híbridos.

## Honores
Recibe la medalla de plata Veitch en 1901, y la de oro en 1924, así como la Medalla Victoria de Horticultura de honor en 1906.
Fue elegido miembro de la Sociedad linneana de Londres y de la Sociedad Real de Botánica.
En 1916, la Universidad de Cambridge le otorga honoríficamente, un doctorado.

### Eponimia
- (Aloaceae) × Gasteraloe lynchii (Baker) G.D.Rowley[1]

- (Asclepiadaceae) Asclepias lynchiana Fishbein[2]

- (Asteraceae) Gerbera lynchii Dümmer[3]

- (Gesneriaceae) Nautilocalyx lynchii Sprague[4]

- La abreviatura «Lynch» se emplea para indicar a Richard Irwin Lynch como autoridad en la descripción y clasificación científica de los vegetales.[5]